# Paraíso (cantão)
Paraíso é um cantão da Costa Rica, situado na província de Cartago, entre Alvarado e Oreamuno ao norte, Cartago ao oeste, Jiménez e Turrialba ao leste, e Dota e Pérez Zeledón ao sul. Sua capital é a cidade de Paraíso. Possui uma área de 411,91 km² e sua população está estimada em 57.743 habitantes.

## Divisão política
Atualmente, o cantão de Paraíso possui 5 distritos:
|   | Nome do Distrito      |
| - | --------------------- |
| 1 | Paraíso               |
| 2 | Orosi                 |
| 3 | Cachí                 |
| 4 | Santiago              |
| 5 | Llanos de Santa Lucía |